# Gustav Bunsen
Johann Ernst Friedrich Gustav Bunsen (* 25. August 1804 in Frankfurt am Main; † 27. Februar 1836 bei San Patricio, Texas, gefallen) war ein deutscher Chirurg, Anführer des Frankfurter Wachensturms und später Kämpfer im texanischen Unabhängigkeitskrieg.

## Familie
Er war der Sohn des Frankfurter Münzmeisters Johann Georg Bunsen und Enkel von Philipp Christian Bunsen. Seine älteren Brüder waren Georg Bunsen, der später in den USA ein bedeutender Pädagoge wurde, und Karl Bunsen. Sein Vetter war der Chemiker Robert Wilhelm Bunsen.

## Leben

### In Deutschland
Bunsen begann schon als Medizin-Student in Würzburg und Heidelberg, sich für die aufkommenden republikanischen Ideen zu begeistern. Er trat der Alten Würzburger Burschenschaft und 1824 der Heidelberger Burschenschaft bei. Als Chirurg der polnischen Armee beteiligte er sich zur Jahreswende 1831/32 am Novemberaufstand und geriet für kurze Zeit in russische Kriegsgefangenschaft. Nach seiner Rückkehr nach Frankfurt nahm er im Mai 1832 am Hambacher Fest teil. Als politischer Aktivist und Vorstandsmitglied des Deutschen Preß- und Vaterlandsvereins gehörte er zu dem kleinen Kreis, der auf einem geheimen Burschenschaftstag am 26./27. Dezember 1832 in Stuttgart revolutionäre Gegenmaßnahmen vorbereitete. Beim Frankfurter Wachensturm am 3. April 1833 war er Anführer von 50 freiheitlich gesinnten Gießener Studenten und anderen hessischen Intellektuellen, Handwerkern und polnischen Offizieren, die die Hauptwache und die Konstablerwache zu besetzen versuchten. Gegen 21.30 Uhr stürmte er an der Spitze der Aufständischen die Hauptwache, die nach kurzem Handgemenge, bei dem mehrere Verteidiger fielen, im Handstreich genommen wurde. Trotz mehrmaliger Aufrufe Bunsens an die Menge leistete die Frankfurter Bevölkerung den Aufständischen keine Unterstützung. Während die Rebellen auch die Konstablerwache erstürmten, führte er einen kleinen Trupp zum Dom, um dort die Sturmglocke läuten zu lassen. Währenddessen formierte sich das Linienbataillon, das Frankfurter Militär, und eroberte die Hauptwache und die Konstablerwache gegen den erbitterten Widerstand der Aufständischen zurück. Schließlich flohen die Rebellen und versteckten sich in der Stadt, darunter auch Bunsens älterer Bruder Georg, Gustav Körner, Theodor Engelmann und Adolf Berchelmann. Da sie bald steckbrieflich gesucht wurden, verließen sie in den nächsten Wochen Frankfurt und wanderten über Frankreich in die Vereinigten Staaten aus, wo sie sich als sogenannte Dreißiger niederließen. Wie auch sein Bruder Georg war Gustav Bunsen Mitglied der Frankfurter Freimaurerloge Sokrates zur Standhaftigkeit. Er ist im Schwarzen Buch der Frankfurter Bundeszentralbehörde (Eintrag Nr. 218) festgehalten.

### In Amerika
In den USA lebte Bunsen zunächst in Belleville (Illinois). Dort heiratete er Augusta Berchelmann, die Schwester seines Frankfurter Freundes Adolf Berchelmann. Später zog er weiter nach Cincinnati (Ohio). Als der Politiker und General Sam Houston im Oktober 1835 dazu aufrief, gegen den mexikanischen General Antonio López de Santa Anna zu kämpfen, meldete sich Bunsen in Louisville (Ohio) freiwillig bei der Kompanie von Captain James Tarlton und zog mit ihm nach Texas.
Als seine Truppe im Dezember 1835 die Ortschaft San Antonio (Texas) erreichte, war diese bereits in der Hand der texanischen Freiheitskämpfer. Bunsen schloss sich 1836 dem Freischärler-Korps der Colonels James Grant (1793–1836) und Francis White Johnson (1799–1884) im Feldzug nach Matamoros im mexikanischen Bundesstaat Tamaulipas an. Mit nur 64 Mann erreichten sie am 22. Januar 1836 den Ort San Patricio in Texas. Hier blieben sie etwa einen Monat und fingen Pferde zur Ausstattung weiterer Soldaten, die noch geworben werden sollten. In dieser Zeit startete Santa Anna seine Gegenoffensive südlich des Rio Grande. Am frühen Morgen des 27. Februar wurde Bunsens Abteilung von einem Trupp mexikanischer Kavalleristen überrascht, die meisten wurden getötet, der Rest wurde gefangen genommen und nach Matamoros verschleppt.
Auch Bunsen gehörte zu den Toten und wurde dort, wo er gefallen war, begraben. Auf dem alten Friedhof von San Patricio am Nueces River steht heute ein Denkmal, auf dem auch sein Name verzeichnet ist.
24 Jahre nach Bunsens Tod erhielten seine Nachkommen am 14. März 1860 in Texas ein 960 Acres großes Stück Land als Dank für den aufopfernden Dienst und Freiheitskampf des Vaters in der texanischen Armee.